# Monosulfid triuhlíku
Monosulfid triuhlíku (C3S) je reaktivní anorganická sloučenina patřící mezi heterokumuleny, vyskytující se v mezihvězdném prostoru.

## Vlastnosti
Dipólový moment monosulfidu triuhlíku má hodnotu 3,704 debye. Koncová vazba C=C má délku 127,5 pm, vnitřní 129,2 pm, a vazba C=S je dlouhá 153,5 pm. Podobné délky vazeb mezi uhlíky naznačují, že jde v obou případech o dvojné vazby.
Rotační konstanty 12C12C12C32S jsou: B0 = 2890,38 MHz a D0 = 0,000 224 16.
V infračerveném spektru vykazuje sloučenina absorpční pás o vlnočtu 2047 cm−1, ten odpovídá valenční vibraci C=C.

## Tvorba
Podobně jako monosulfid diuhlíku (CCS) lze monosulfid triuhlíku vytvořit výbojem v parách sirouhlíku smíšených s heliem.
Pomocí mikrovlnných emisních čar z rotačních přechodů, které nebyly dříve pozorovány, byly neznámé čáry ve spektru molekulárního mračna TMC-1 identifikovány jako C3S.
V molekulárních mračnech se tato látka pravděpodobně tvoří reakcí CCS + CH → CCCS + H.
Na zrnkách prachu se předpokládá vznik tímto způsobem: CCC + H2S → C3•HSH → CCCS + H2, spouštěný viditelným či ultrafialovým zářením. Tuto reakci se podařilo provést v matrici z pevného argonu.

## Výskyt
Monosulfid  triuhlíku byl nalezen v několika molekulárních mračnech, jako jsou TMC-1 a Kleinmannova–Lowova mlhovina. Poměr množství monooxidu triuhlíku a monosulfidu triuhlíku odpovídá poměrnému zastoupení síry a kyslíku v těchto mračnech i poměru jejich koncentrací. Tyto oblaky mohou být chladné a temné, ale i teplé.
CCCS byl také nalezen ve vnějších vrstvách asymptotických obrů, jako je například IRC+10216.